# بنجامین تالماج
بنجامین تالماج (۲۵ فوریه ۱۷۵۴–۷ مارس ۱۸۳۵) یک افسر نظامی، جاسوس و سیاستمدار آمریکایی بود. وی بیشتر به خاطر خدمتش به عنوان افسر ارتش قاره‌ای در طول جنگ انقلاب آمریکا شناخته می‌شود. وی در زمان جنگ برای حلقهٔ کوپلر، یک شبکهٔ جاسوسی معروف نیویورکی در میان افسران بریتانیایی، به مثابهٔ یک رهبر بود. او همچنین یک شورش موفقیت‌آمیز را در لانگ آیلند به سرانجام رساند که در نبرد سنت جورج به اوج خود رسید. پس از جنگ، تالماج به عنوان عضو فدرالیست عنوان نمایندگی مجلس نمایندگان ایالات متحده را به دست آورد.